# Fontanepromenade
Die Fontanepromenade ist eine kurze großzügig angelegte Straße im Berliner Ortsteil Kreuzberg.

## Lage und Ausstattung
Die Promenade verläuft in Süd-Nord-Richtung zwischen Blücherstraße/Südstern und Urbanstraße.

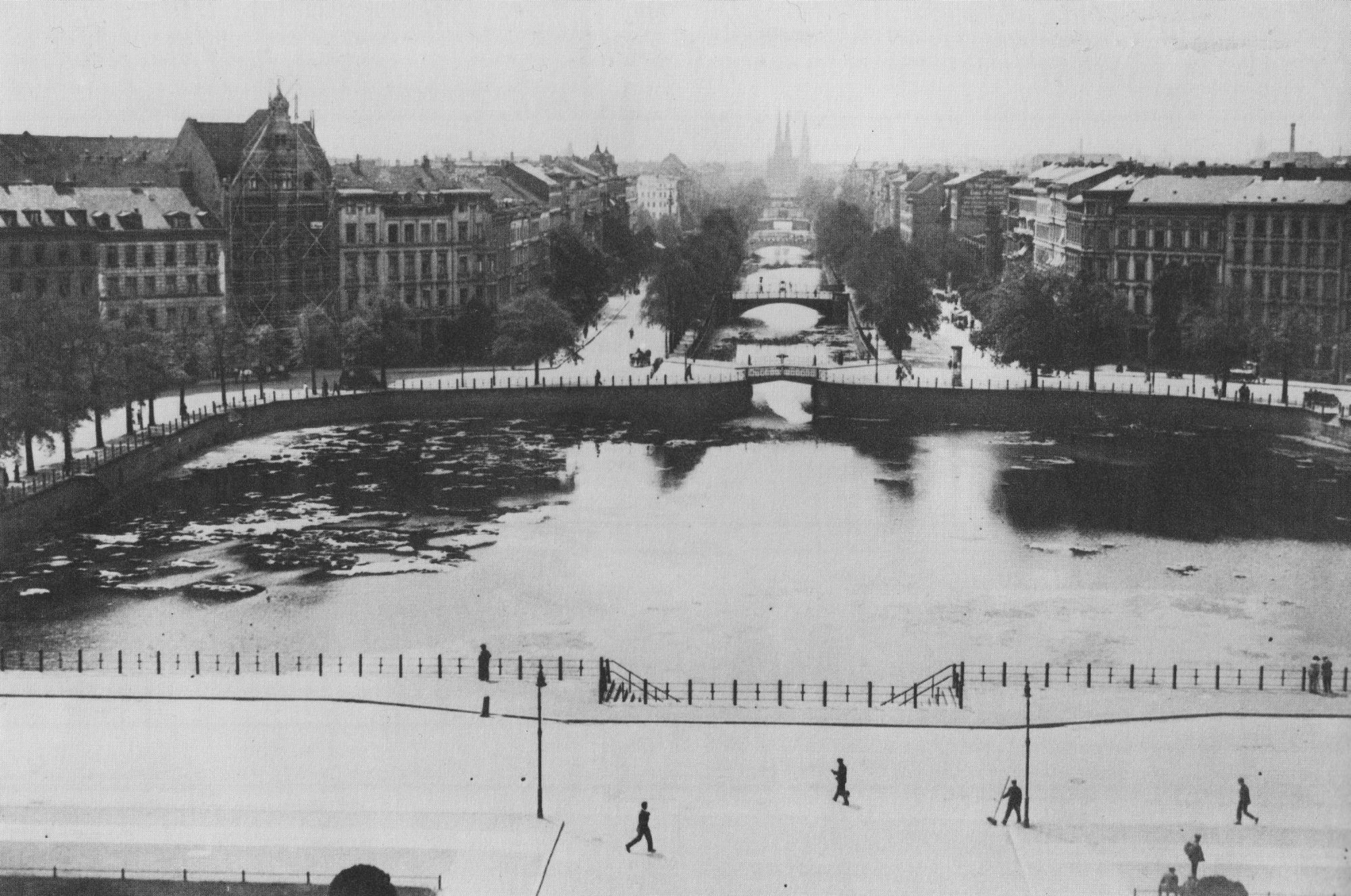
Sichtachse von der Michaelskirche über das Engelbecken und den Luisenstädtischen Kanal bis zur Melanchthonkirche, hinter der die Fontanepromenade bis zur ebenfalls sichtbaren Garnisonkirche verlief, um 1910

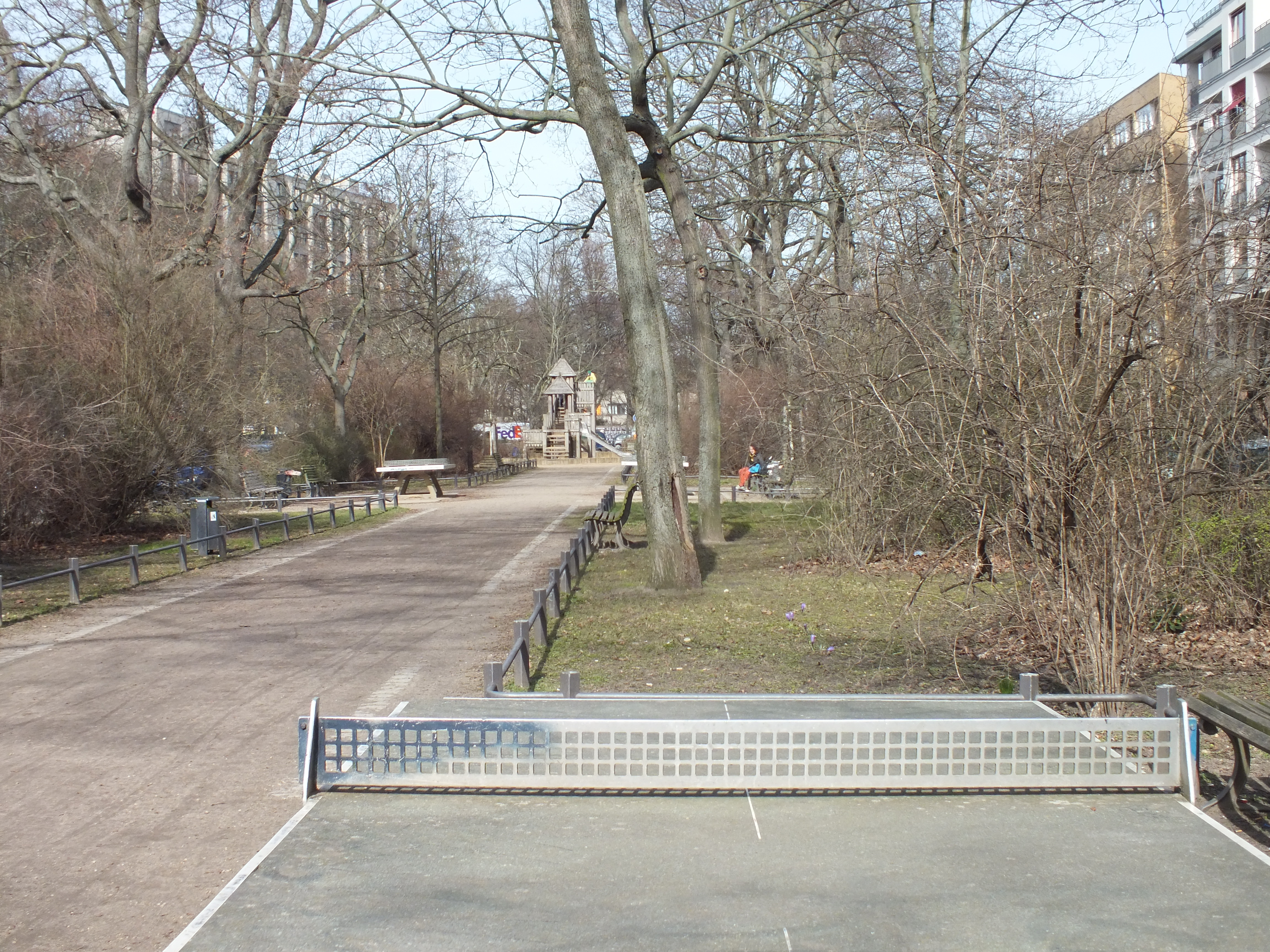
Promenade in der Promenade mit Spielmöglichkeiten

Sie führt städtebaulich die Schneise des Luisenstädtischen Kanals bis zum Südstern fort, auch wenn wohl niemals eine Verlängerung des Kanals über den Urbanhafen am Landwehrkanals hinaus vorgesehen war. Als die Gesamtplanung vorgenommen wurde, markierten die Melanchthonkirche auf dem Am Urban genannten Platz am Urbanhafen das nördliche und die evangelische Garnisonkirche am Südstern das südliche Ende der Fontanepromenade. Sie standen in Sichtbeziehung zur Michaelskirche an der weiter nördlich gelegenen Einmündung des Luisenstädtischen Kanals ins Engelbecken.
Die anliegenden Grundstücke haben die Hausnummern von 1 bis 17 in Hufeisennummerierung. Der etwa 18 Meter breite Mittelstreifen, in ganzer Länge als „geschützte Grünanlage“ ausgewiesen, ist mit zwei Reihen Laubbäumen bepflanzt. Entlang des in der Mitte verlaufenden Fußwegs gibt es Ruhebänke und Spielmöglichkeiten. Mittelgroße diagonal verlegte Pflastersteine bilden den Straßenbelag. Auf beiden Seiten der zwei Richtungsfahrbahnen kann geparkt werden.

## Geschichte

### Vom Ende des 19. Jahrhunderts bis zum Ende des Zweiten Weltkriegs
Die Promenade erhielt gemäß Hobrechtschem Bebauungsplan, Abteilung II, zunächst die Bezeichnung Straße 13. Sie verband die Blücherstraße am Kaiser-Friedrich-Platz (seit 1947 Südstern) mit der Urbanstraße, die Hausnummern verliefen von Süd nach Nord. Von diesem Verkehrsweg abgehend legten die Stadtplaner etwa in der halben Länge ostwärts die Straße 13a an, die im Jahr 1901 den Namen Freiligrathstraße erhielt.
Am 30. April 1899 vergab die Berliner Verwaltung für die Planstraße 13 den Namen Fontane-Promenade zu Ehren des Schriftstellers Theodor Fontane (1819–1898), der fünf Monate zuvor verstorben war. Im Folgejahr waren die Flächen auf der östlichen Seite dieser Straße parzelliert und erste Häuser im Bau. Sie befanden sich im Eigentum eines Kaufmanns, eines Zimmermeisters und eines Architekten. Entlang der westlichen Seite erstreckten sich die Kaserne des Kaiser-Franz-Garde-Grenadierregiments und eine Militärwaschanstalt, beide jedoch mit Postadressen in der Blücherstraße (Nr. 47/48 und 46).
In der Fontanepromenade 1 hatte der Divisionspfarrer H. Friedrich eine Wohnung gemietet, denn die nahe Kirche am Kaiser-Friedrich-Platz war anfangs eine Garnisonkirche. Weitere Offiziersfamilien bezogen nach und nach Wohnungen in dieser Promenade, da die Kaserne gut fußläufig zu erreichen war.
Im Jahr 1902 weist das Berliner Adressbuch in der Fontanepromenade 1 Filialen der Berliner Zeitung und der Berliner Morgenpost aus. Die Bebauung wurde inzwischen verdichtet und reichte bis zur Parzelle 11; die Hauseigentümer hatten gewechselt.
Weitere zwei Jahre darauf waren fast alle Gebäude auf der Ostseite der Promenade bis hin zur Urbanstraße fertig. Bemerkenswert war das Gebäude des Vereins zur Erziehung sittlich verwahrloster Kinder, das nach Plänen von Gustav Möller von 1863 bis 1865 am Urban errichtet worden war. Auf einem Berliner Stadtplan des Jahres 1893 ist diese Erziehungsanstalt südlich des Urban-Krankenhauses eingetragen, ein dreiflügeliger Bau mit einem leicht gerundeten Mittelteil zu Am Urban hin.
1896 zog die Erziehungsanstalt nach Zehlendorf. Im Gebäude Am Urban betrieb der Verein ab 1897 ein Wöchnerinnenheim. 1903 erhielt der südliche Flügel die Adressen Fontanepromenade 13, der mittlere Am Urban 10–11 und der nördliche Urbanstraße 22/23. Das Haus auf Parzelle 13 gehörte zur Postadresse Urbanstraße 22/23. 1908 erwarb die Stadt Berlin das Gebäude, das nun die Postadresse Am Urban 10–11 erhielt, zunächst als Berlin-Brandenburgische Krüppel-Heil- und Erziehungsanstalt, dann als Städtisches Krankenhaus, Gesundheitshaus Kreuzberg und schließlich ab 1932 als Gesundheitsamt Kreuzberg diente.
Im Jahr 1907 setzte die Bebauung auf der Westseite der Promenade ein: auf Parzelle 14 ließ ein Kaufmann aus der Halleschen Straße ein Haus errichten, auf dem Berlin-eigenen Grundstück Nummer 15 (im Adressbuch noch nicht mit dieser Nummer ausgewiesen) entstand das Haus der Fuhrwerks-Genossenschaft, daneben gab es eine weitere Baustelle (die späteren Wohnbauten Fontanepromenade 16/17) und dann schließlich die noch erhaltene Militärwaschanstalt an der Ecke Blücherstraße.
Gegenüber der Zentrale der Fuhrwerks-Berufsgenossenschaft hatte sich im Haus Fontanepromenade 12 (dem Kinderheim) auch die Innungskrankenkasse dieser Genossenschaft, Sektion IV, eingerichtet.
Einige Jahre später war das Haus 15 der Fuhrwerks-Berufsgenossenschaft nummeriert. In die Fontanepromenade 14 waren die Fuhrwerksinnung und die Innungskrankenkasse sowie der Reichsverband der Fuhrbetriebe Deutschlands e. V. eingezogen. Haus Nummer 16 war im Besitz eines Spaniers, und in den Gebäuden der früheren Militärwaschanstalt hatte sich die Darmgroßhandlung GmbH von H. Steinke eingerichtet (Häuser 18 und 19).
Ab 1930 wurde das ehemalige Kinderheim (Parzellen 12/13) der Straße Am Urban 10/11 zugerechnet und diente als Gesundheitshaus Kreuzberg. Später nutzten Krankenschwestern des Urban den Gebäuderiegel als Wohnheim.
Zwischen 1926 und 1932 wurde aus der Kaserne des Grenadierregiments eine Polizeikaserne. Die Kaserne hatte die offizielle Adresse Urbanstraße 11–19. Bis zur Mündung der Fontanepromenade folgten die Nummern 20 und 21, beide im Eigentum der Stadt Berlin. Nummer 20 war ein Wohnhaus und beherbergte etliche Militärangehörige (Feldwebel, ein Heeresbeamter, Wachtmeister …).

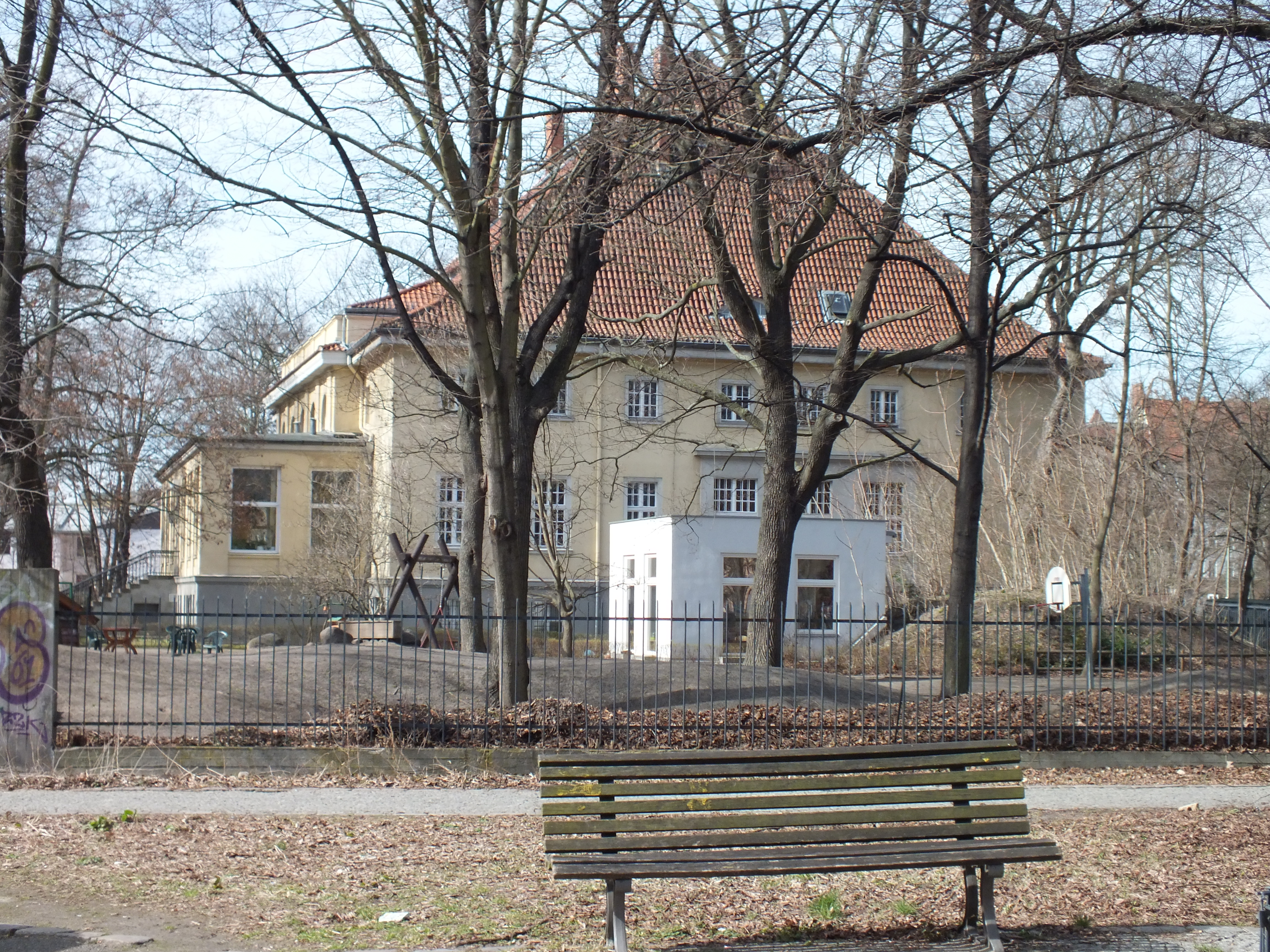
Offizierskasino, von der Fontanepromenade aus gesehen

Haus 21, zusammen mit den Kasernengebäuden errichtet, war ein Offizierscasino, in dem sich im Jahr 1936 das Finanzamt für Liegenschaften und das Vereinsheim des Männergesangsvereins Berliner Liedertafel befanden. Das 1914 eröffnete Offizierscasino ist erhalten und seit den 1980er Jahren ein Baudenkmal.
Im Jahr 1933, bei der „Machtergreifung“ der Nationalsozialisten, hatte sich die Fuhrwerks-Berufsgenossenschaft in Berufsgenossenschaft für erwerbsmäßige Fahrzeughaltung umbenannt, in das Gebäude Fontanepromenade 15 kamen zusätzlich ein Arbeitsamt und eine Berufsberatung. Im Jahr 1938 wurde dort die Zentraldienststelle für Juden beim Berliner Arbeitsamt eingerichtet. Beim sogenannten „geschlossenen Arbeitseinsatz“ wurden Juden in Kolonnen zur Zwangsarbeit eingesetzt.

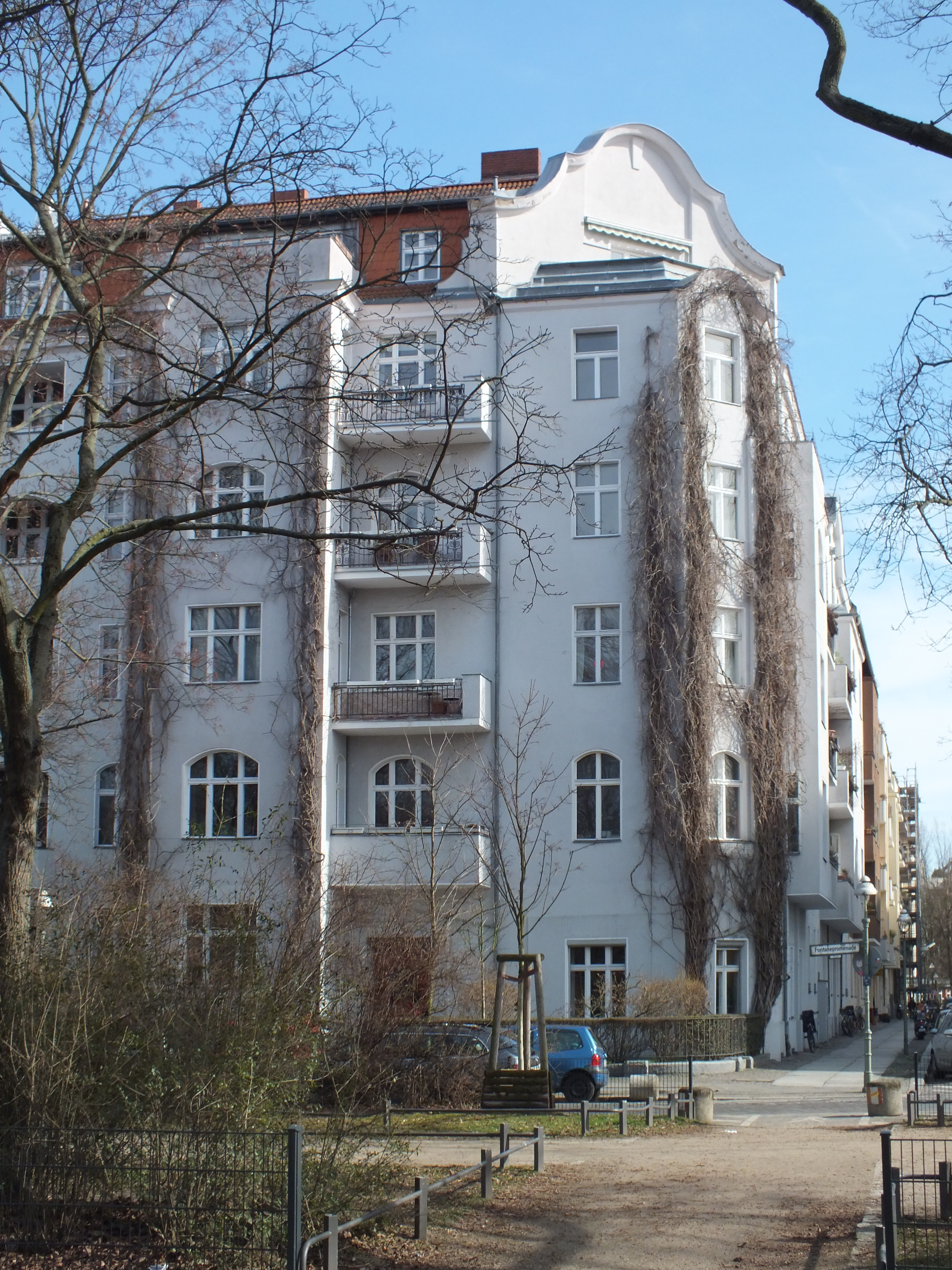
Haus 11

Das Haus 11, ein auffällig im Gründerzeitstil gestaltetes Gebäude, wurde im Jahr 1935 unter Zwangsverwaltung gestellt, gelangte aber bald darauf in das Eigentum einer (nicht näher bezeichneten) Versorgungskasse.
Die Berufsgenossenschaft der Fahrzeughalter war 1935 im Haus Nummer 15 offenbar nur noch mit einer Filiale vertreten, der Hauptsitz wurde mit Wexstraße in Schöneberg angegeben, das Arbeitsamt hieß nun Arbeitsamt Berlin-Süd und beherbergte auch eine Hausmeisterwohnung.
Die Häuser 18 und 19 (das frühere Militärwaschhaus) waren in den Besitz eines Kaufmanns und eines Handwerksmeisters übergegangen, die hier einen Kartoffelschälbetrieb und eine Werkstatt für Heizungsanlagenbau betrieben.
Die Eigentümer der Wohnmietshäuser auf der Ostseite der Promenade wechselten bis zum Ende des Krieges nicht mehr.
Die Innungskrankenkasse der Berliner Fuhrbetriebe befand sich 1941 in der Belle-Alliance-Straße 16, war also aus der Fontanepromenade weggezogen.

### Seit 1945
Ein Telefonbuch des Jahres 1960/1961 weist in der Fontanepromenade 9 eine Superintendentur der Evangelischen Kirche aus. Im 21. Jahrhundert gibt es dort keinen entsprechenden Hinweis.
Die Darstellungen auf einem Berliner Stadtplan von 1960 lassen den Schluss zu, dass die Kasernengebäude entlang der Promenade und der Urbanstraße den Krieg weitestgehend unbeschadet überstanden haben und weiterhin von der Berliner Polizei genutzt wurden (P. P. 501).

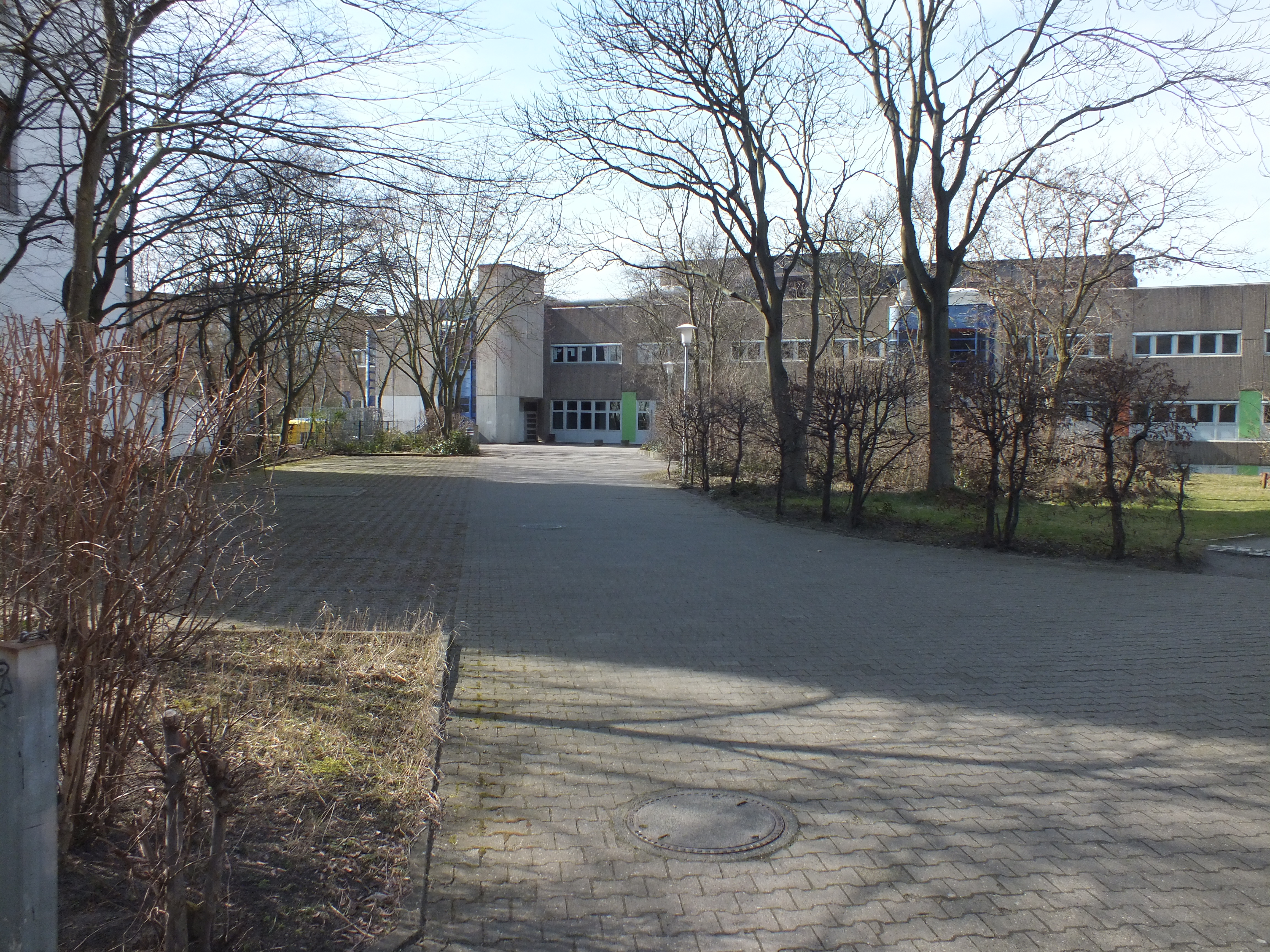
Blick auf einige Schulgebäude von der Fontanepromenade aus

Doch in den 1970er Jahren wurde die Kaserne aufgehoben, die Gebäude abgerissen, an ihrer Stelle entstand ein Schulkomplex, der später den Namen Carl-von-Ossietzky-Schule erhielt. Auf einem vom Senat von Berlin herausgegebenen Stadtplan des Jahres 1985 sind der h-förmige Grundriss der Schulgebäude auf dem ehemaligen Kasernengelände nebst zwei Sportplätzen zu erkennen. Die beiden Gebäude 18 und 19 wurden komplett beseitigt, Teile der Fundamente befinden sich höchstwahrscheinlich unter der Freisportanlage und dem kleinen Wall, der bis an die Fontanepromenade heranreicht.
Zwei alliierte Luftangriffe hatten 1943 und 1944 die Melanchthonkirche zerstört. Die Ruine wurde 1953 beseitigt, um Platz für die Erweiterung des Krankenhauses Am Urban zu schaffen.
Am 10. Januar 1972 wurde der nordwärtige im Halbkreis verlaufende Teil der Straße Am Urban in die Fontanepromenade einbezogen, aber nicht für den Durchgangsverkehr eingerichtet. So ist die Promenade seitdem für Kraftfahrzeuge eine von der Blücherstraße abgehende Sackgasse.
Auf der Parzelle 14 ließ die evangelische Kirche zwei Flachbauten errichten, die seitdem als Kinderkombination (Kinderkrippe, Kindergarten und Vorschule) dienen. Die vier einzelnen Häuser werden vom Diakonischen Werk Berlin Stadtmitte unterhalten.
In den Nachkriegsjahren haben sich in den Erdgeschossbereichen der Ostseite der Promenade mehrfach Dienstleistungsunternehmungen niedergelassen, darunter Gerüstbauer (Nr. 3, Nr. 4), ein Großlieferant für Gastronomie und Kantinen (Nr. 17; 1963), ein Malermeister, ein Fensterreiniger sowie das Autohaus am Südstern (Adresse war Südstern und Fontanepromenade 1).
Hervorhebenswert ist das im Jahr 1929 gegründete Berliner Wachinstitut (BWI, eine Wach- und Schutzgesellschaft), das seit seiner Gründung im Haus Nr. 11 sitzt. Vermutlich hat sich in den 1990er Jahren eine Filiale gebildet, die ihren Sitz in Steglitz hat.

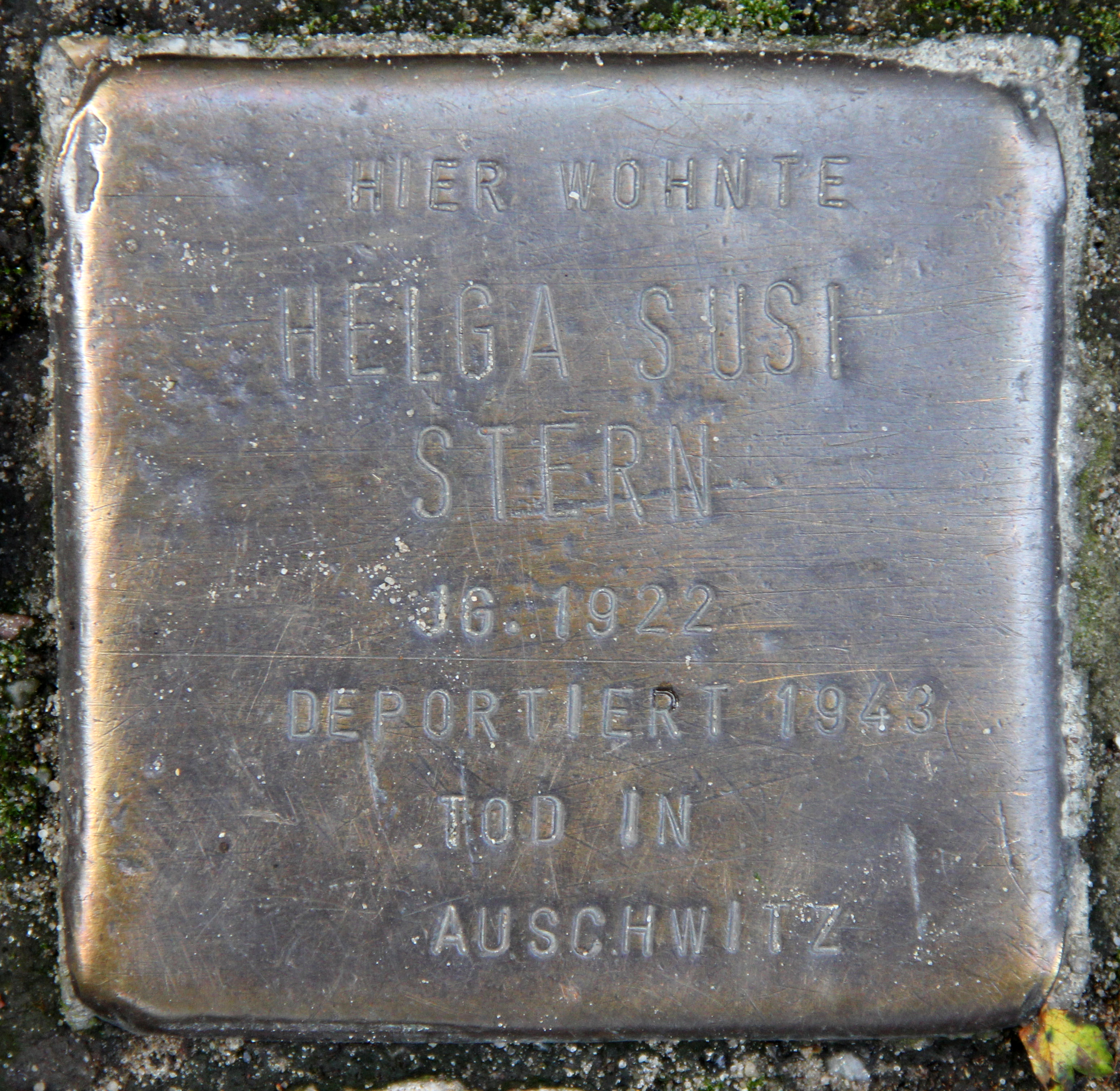
Stolperstein

Vor zwei Gebäuden in der Fontanepromenade (2 und 5) sind Stolpersteine verlegt, die an das Schicksal ihrer jüdischen Bewohner (Selma Feige und Familie Stern) erinnern.
Ein bis zur Unkenntlichkeit verdorbener Stolperstein liegt im Durchgang zwischen den Häusern Nummer 1 und 1a. Laut Auskunft der Stolpersteinstelle des Bezirksamts Friedrichshain-Kreuzberg ist das kein registrierter Stolperstein.

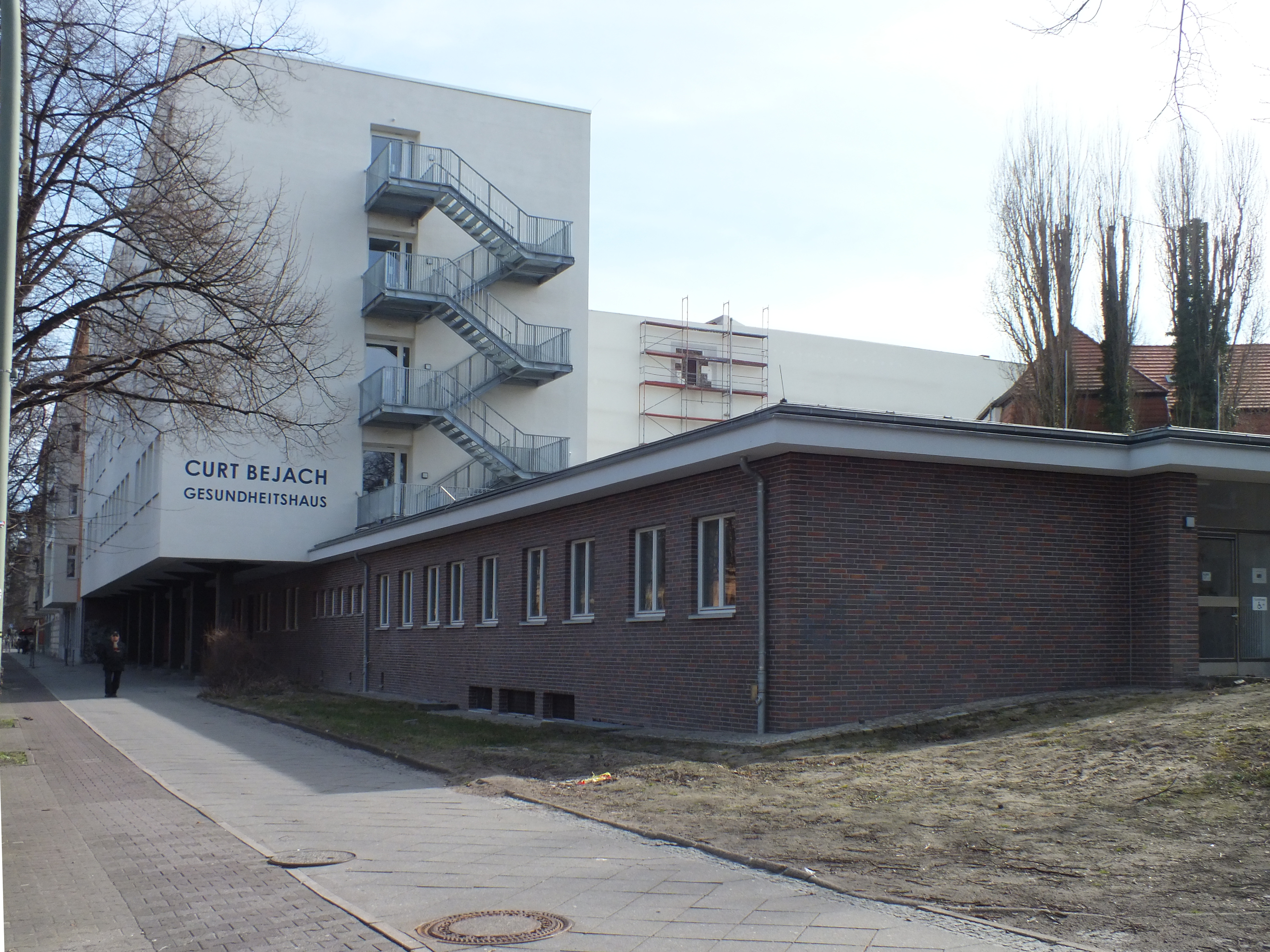
KJPD-Gebäude, dahinter das Gesundheitshaus in der Urbanstraße

Spätestens zum Ende des 20. Jahrhunderts waren große Teile des früheren Schwesternwohnheims abgetragen. Direkt an der Urbanstraße gibt es nun das Curt-Bejach-Gesundheitshaus sowie einen verklinkerten Flachbau für den Kinder- und Jugend-Psychiatrischen Dienst. Auf dem sich in die Tiefe zur Fontanepromenade hinziehenden Grundstück steht ein restauriertes Gebäude, in dem das Bezirksamt den Kinder- und Jugend-Gesundheitsdienst betreibt.

## Bauwerke (Auswahl)

### Rechte (östliche) Seite
Nummern 1 bis 10
Haus Nummer 1 existiert nicht mehr, noch im Jahr 1943 wohnten hier mehr als 16 Mietparteien. Wahrscheinlich fiel das Gebäude dem Krieg zum Opfer. Die Hausnummer 1 ging danach auf das Eckgebäude zu Am Südstern über, in dem sich im Parterre in den 1990er Jahren das Il Nuovo Primo, ein italienisches Restaurant, niedergelassen hat.

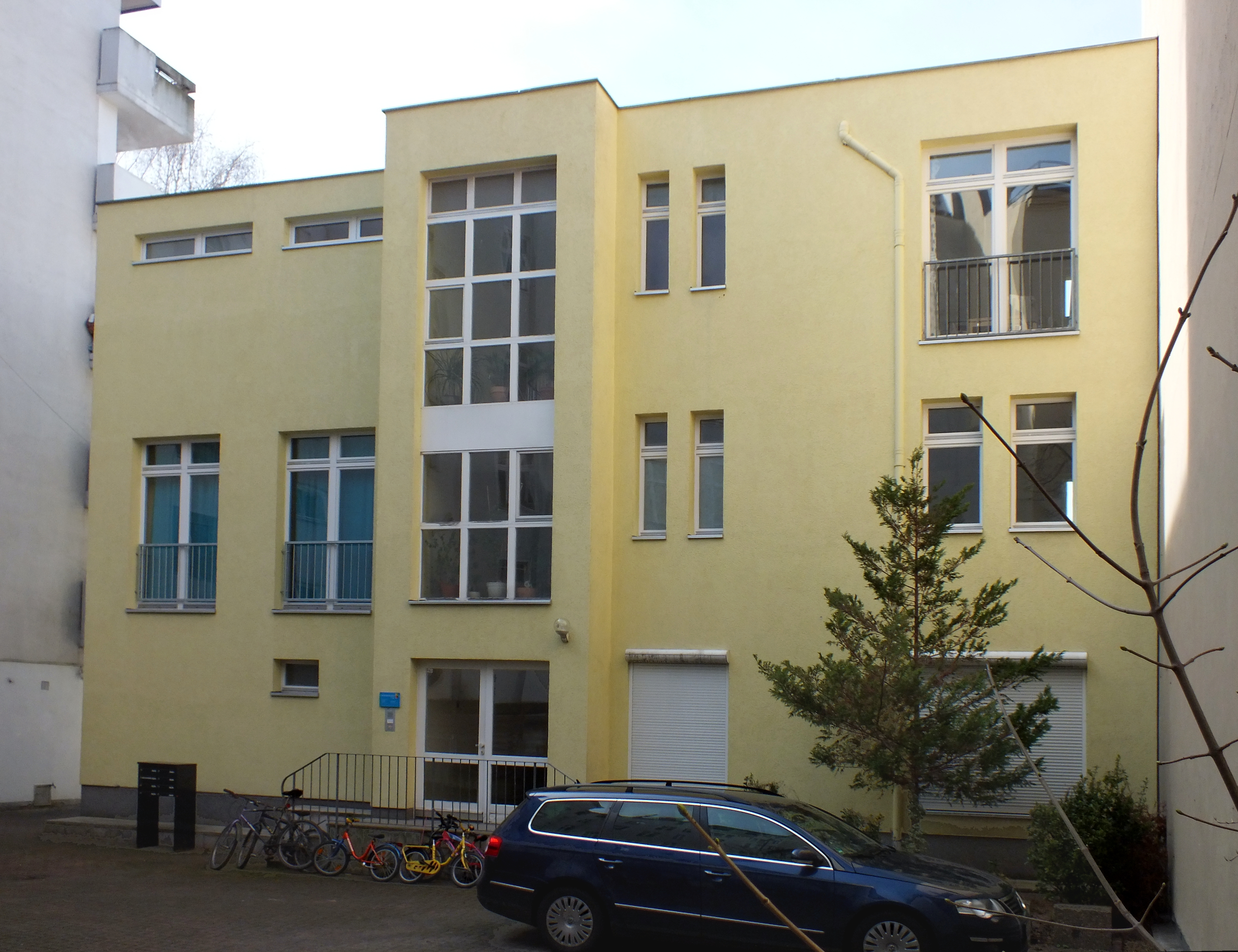
1980er-Jahre-Bau, Haus 1a, Hofansicht

Zwischen Haus 1 und der Häuserzeile Fontanepromenade 2–10 wurde in den späten 1980er Jahren ein zweigeschossiges gelb verputztes Gebäude eingefügt (Nr. 1a), das im Erdgeschoss das Café Fontane beherbergte, darüber wohnten wahrscheinlich die Inhaber. Das Café musste nach wenigen Jahren aufgeben, der ehemalige Eingang und Sitzgruppen auf der Terrasse waren 2015 noch erkennbar. Teile des Gebäudes sind an Physiotherapie-Praxen vermietet, auch zwei Wohnungen befinden sich hier.
Die anschließende Blockrandbebauung reicht bis zur Freiligrathstraße und besteht aus relativ einheitlichen Putzbauten mit je einer mittleren senkrechten Balkon–Erker–Balkon-Reihe, die jeweils in einem spitzen Schmuckgiebel endet. Die Einzelgebäude mit fünf Etagen sind durch leicht unterschiedliche Farbgebung des Fassadenputzes abgesetzt. Vor allen Häusern gibt es begrünte Vorgärten. Über einigen Hauseingängen bilden Halbreliefs aus kleinen Figuren einen Hingucker, auch kunstvoll gestaltete Balkonbrüstungen und Hausnummern fallen auf.

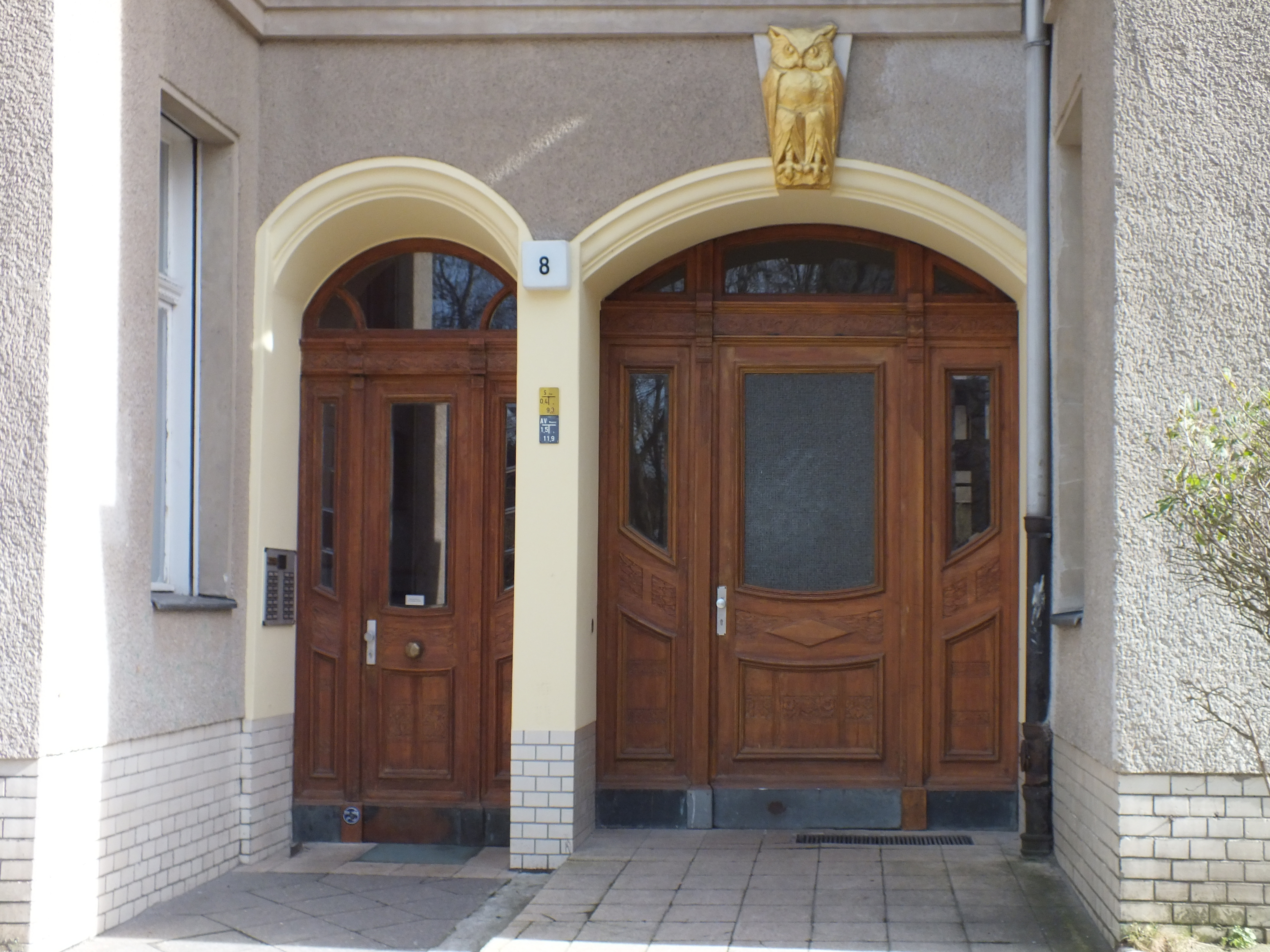
Eingangssituation Haus 8

Ebenso sind die meisten Hauseingänge unterschiedlich
gestaltet, sie haben einen schmalen Hauseingang, der direkt in das Vorderhaus führt. Das daneben liegende Tor bildet eine Durchfahrt/einen Durchgang zu den Hofgebäuden. Viele Türen sind in der ursprünglichen Holzausführung mit Glaseinsätzen erhalten.
Der zusammenhängende Wohnkomplex zwischen Körtestraße, Freiligrathstraße und Fontanepromenade verfügt im Inneren über Seitenflügel und Quergebäude. Der Innenbereich ist nicht zusammenhängend und kann jeweils nur von den Häusern aus erreicht werden. Die Hofanlage Fontanepromenade 9 soll nach Auskunft von Bewohnern ein Gartendenkmal sein. Die früher üblichen Kellerwohnungen in den Bürgerhäusern werden nur noch als Lagerräume genutzt.
Im Erdgeschoss des Hauses Nummer 5 befindet sich seit dem Jahr 2010 eine gemeinnützige Gesellschaft, die Hilfe für suchtmittelgefährdete oder abhängige Personen aller Altersgruppen anbietet: Theranon.

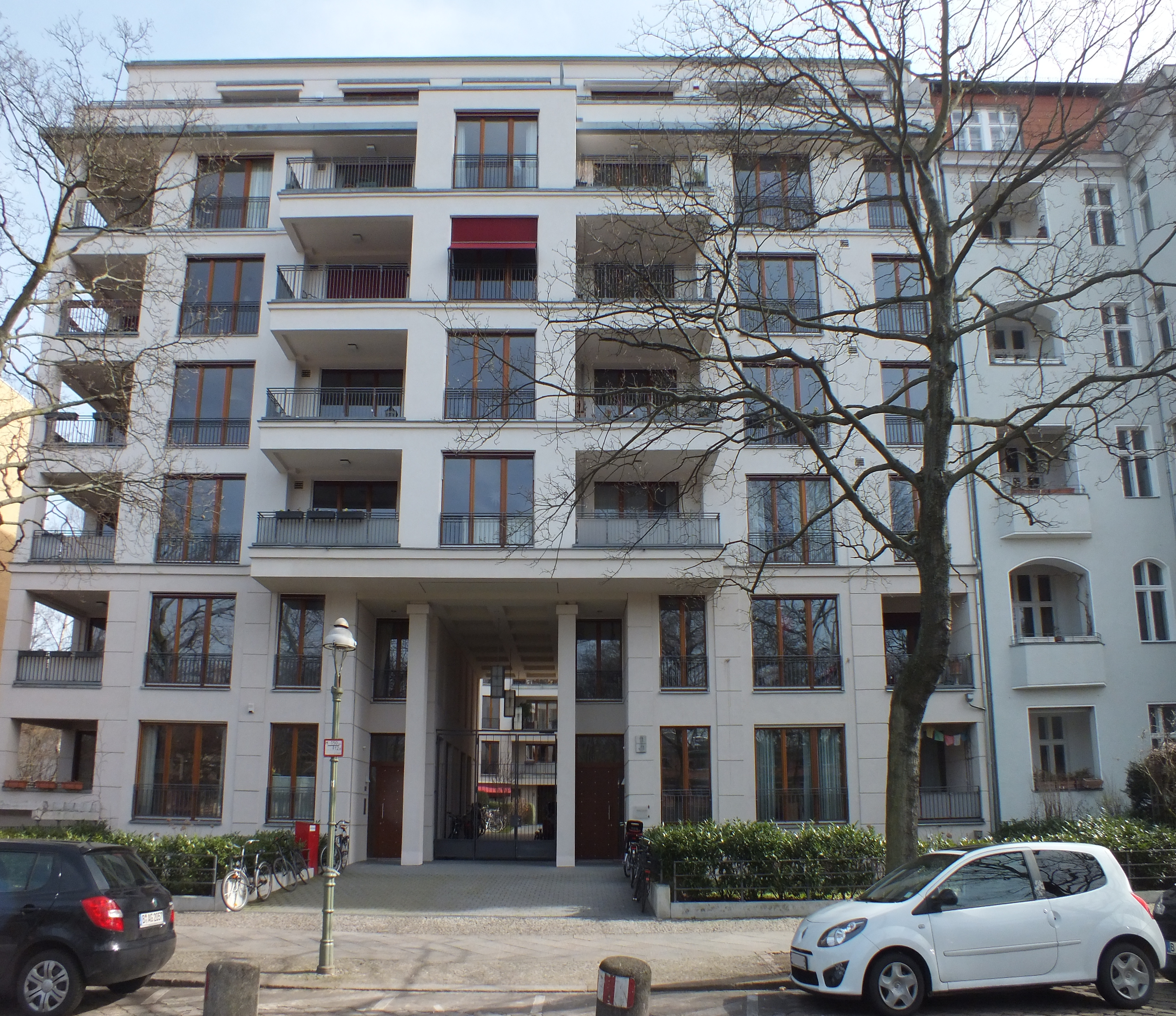
Wohnanlage 12/13, Ansicht von der Straße

Das Eckgebäude zur Freiligrathstraße (Nr. 10) ist als Berliner Ecke ausgeführt, heruntergelassene Rollläden deuten darauf hin, dass hier einstmals ein Ladengeschäft vorhanden war.
Nummern 11 bis 13
Das Eckgebäude zur Freiligrathstraße (Nr. 11) ist ebenfalls als Berliner Ecke ausgeführt.
Zwischen 2009 und 2011 errichtete die Firma HochTief auf dem Grundstück Fontanepromenade 12/13 anstelle eines im Zweiten Weltkrieg zerstörten Wohnmietshauses eine Eigentumswohnanlage mit 3600 Quadratmeter Wohnfläche sowie einer Tiefgarage für 25 Pkw. Das siebengeschossige Bauwerk besitzt eine Dachterrasse, große Fenster sowie einen über zwei Etagen reichenden Durchgang zum Innenbereich. Hier sind weitere Wohngebäude eingefügt, die bis zur Körtestraße durchgehen.
Das Niedrigenergiehaus nach KfW-Effizienzhaus-Standard nutzt eine Geothermie-Anlage zur Beheizung.

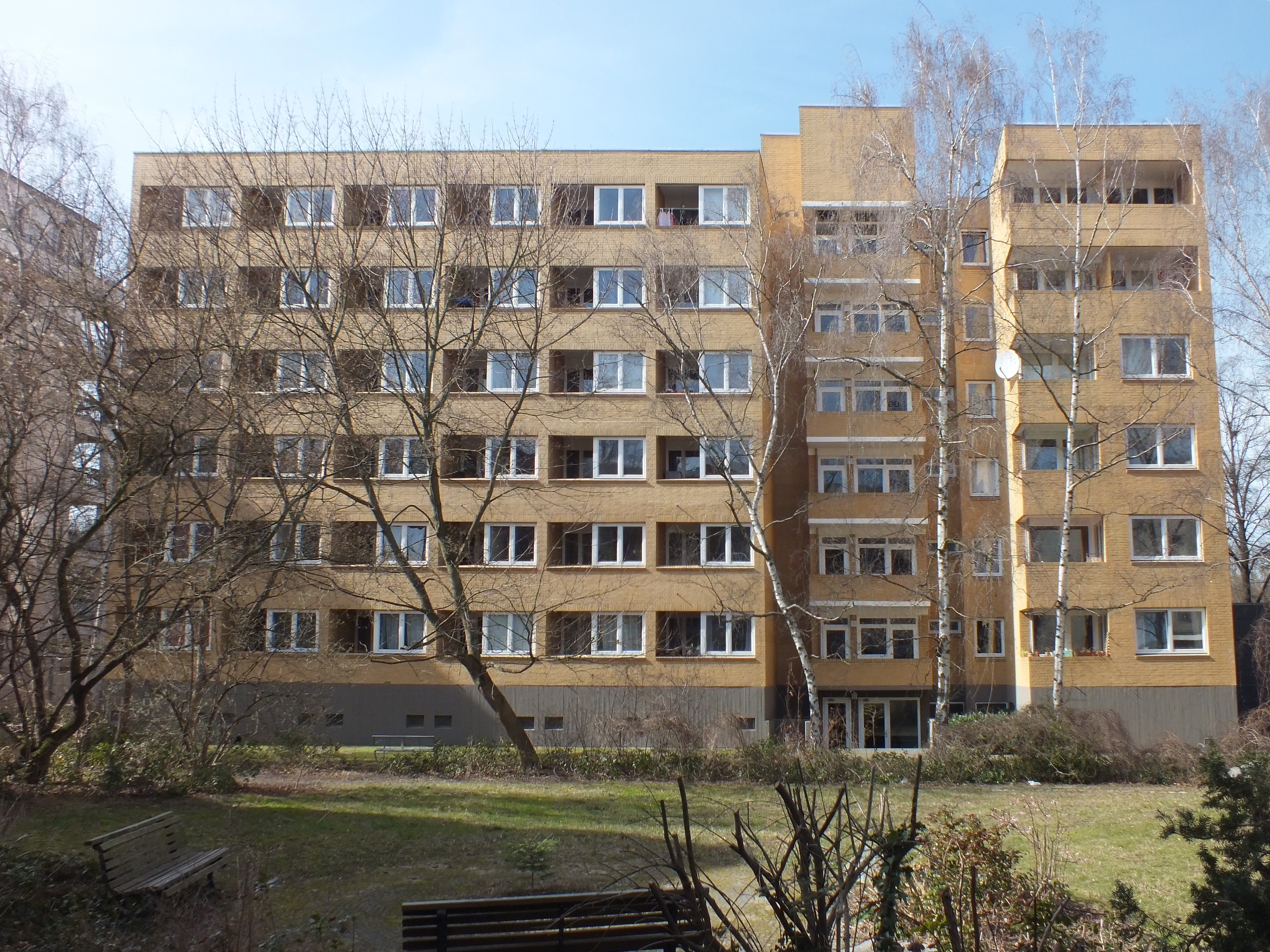
Wohnblock 13a, Ansicht von der Hofseite

Der Wohnblock Hausnummer 13a ist neueren Datums, einheitlich sechsgeschossig ausgeführt und zeigt unverputzte geklinkerte Fassaden. Das besonders breite Fundament bildet zur Straße hin eine durchgängige Terrasse, unter der sich eine Tiefgarage (Zufahrt von der Urbanstraße) befindet.
Im hinteren Bereich zwischen der Promenade und der Urbanstraße ist ein Flügel des früheren Schwesternwohnheims erhalten geblieben. Nach umfassender Sanierung und Modernisierung betreibt das Bezirksamt darin einen Kinder- und Jugend-Gesundheitsdienst.
Die Verbindung zur Blücherstraße besteht nur als Fuß- und Radweg. Die beiden Fahrbahnen der Promenade bilden eine halbkreisförmige Wendemöglichkeit im Bereich der Hausnummern 13a/14. An dieser Stelle schließen sich über die Wendestelle hinweg drei Spielplätze an. Diese sind mit Wippen, Rutschen, Klettergerüst, Tischtennisplatten ausgestattet und werden vom Grünflächenamt des Bezirks gepflegt.

### Linke (westliche) Seite
Nummer 14 – Kita und Schule

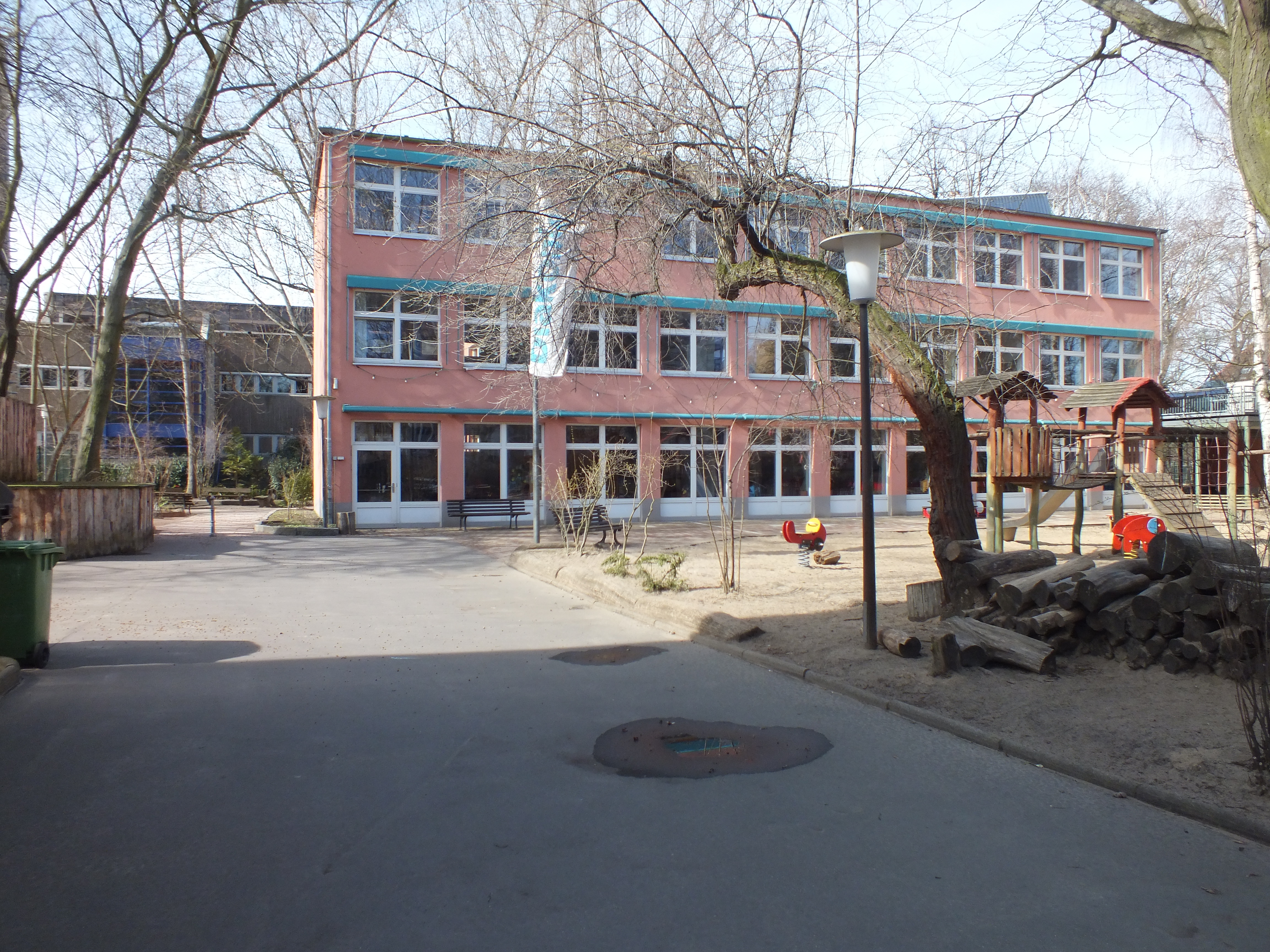
Kita

Hier befinden sich die obengenannte evangelische Kita, die im Zeitraum Juli bis September 2009 mit Mitteln des Landes Berlin und des BUNDes umweltgerecht saniert wurde.
Südlich daneben hat die Carl-von-Ossietzky-Schule, seit 2011 Gemeinschaftsschule, einen Nebeneingang. Die postalische Adresse des Schulkomplexes lautet allerdings Blücherstraße 46/47. Der gesamte Schulkomplex samt großer Sportflächen entstand um 1970 anstelle der früheren Kasernen und des Militärwaschhauses.
Nummer 15

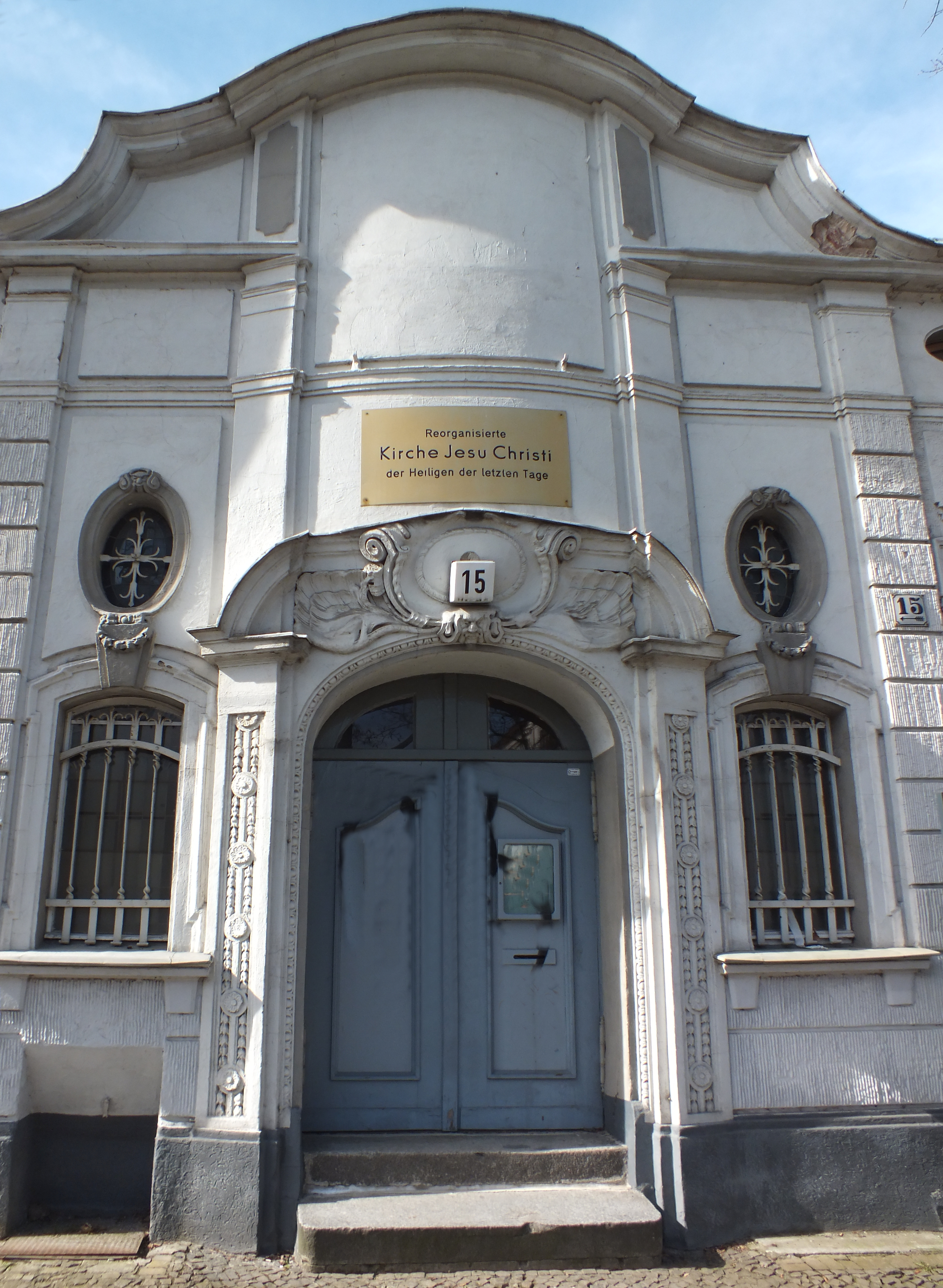
Eingang Haus 15

Das eingeschossige mit Stuckornamenten verzierte graue Gebäude ist 1905/1906 im Auftrag der Berliner Fuhrwerks-Genossenschaft nach Plänen des Architekten Johannes Kraaz errichtet worden und steht seit Ende des 20. Jahrhunderts unter Denkmalschutz.
Die Genossenschaft musste ausziehen und an ihrer Stelle öffnete hier im Jahr 1938 die Zentrale Dienststelle für Juden, ein ausschließlich den jüdischen Mitbürgern vorbehaltenes Arbeitsamt. Dieses Amt wurde zum Ende des Zweiten Weltkriegs bis 1945 genutzt. Wann vor die Fenster Gitter kamen, ist nicht bekannt.
Nach 1945 gelangte das Gebäude an die Reorganisierte Kirche Jesu Christi der Heiligen der Letzten Tage. Die später in Gemeinschaft Christi umbenannte Kirche nutzte das Haus zu Gottesdiensten und Zusammenkünften bis zum Jahr 2011. Da hatte sich die Gemeinde aufgelöst, weil die Zahl ihrer Mitglieder stark zurückgegangen war. Das Gebäude gehörte nun der Shoah Foundation in den USA (Los Angeles). Eine Nutzung ist nicht erkennbar, dagegen berichtete die Berliner Tagespresse im März 2015, dass der Liegenschaftsfonds das Gebäude zum Kauf für 790.000 Euro anbietet. Im Jahr 2016 konnte ein Investor aus Bremen gefunden werden, der nach Entkernung und denkmalgerechter Fassadensanierung hier ein Wohn- und Geschäftshaus betreiben möchte. Gegen die profane Umnutzung gibt es Widerstände, unter anderem von einer Bürgerinitiative, die sogar einen Baustopp anstrebt.
Über dem mit Figuren geschmückten Rundportal ist das Messingschild an der Fassade erhalten, das die rund 50-jährige Nutzung durch die Kirche anzeigt (Stand: März 2015).
Im Ergebnis der Recherchen der Kreuzberger Künstlerin Stella Flatten ließ das Bezirksamt in Zusammenarbeit mit dem Nachbarschaftshaus Urban e. V. und dem Aktiven Museum Faschismus vor diesem Haus eine zwei Meter hohe Gedenkstele aufstellen, die von der Kreuzberger Künstlerin Helga Lieser gestaltet und am 23. Mai 2013 feierlich eingeweiht wurde.
Zusätzlich wurde auf Initiative von Stella Flatten auf der Mittelpromenade genau gegenüber dem Haus 15 eine Bank gelb gestrichen, deren Farbe dem Davidstern entsprach, den die Juden in der NS-Zeit öffentlich tragen mussten. In der Zeit der Arbeitsagentur für Juden waren bereits früher zwei Bänke gelb gestrichen und als sogenannte „Judenbänke“ gekennzeichnet worden, die den wartenden jüdischen Personen vorbehalten waren. Doch bereits im März 2015 war die Bank verschwunden, an ihrer Stelle steht eine neue farblose Sitzgelegenheit, ein Erklärungsschild dahinter ist ebenfalls nicht mehr vorhanden.
Nummern 16 und 17

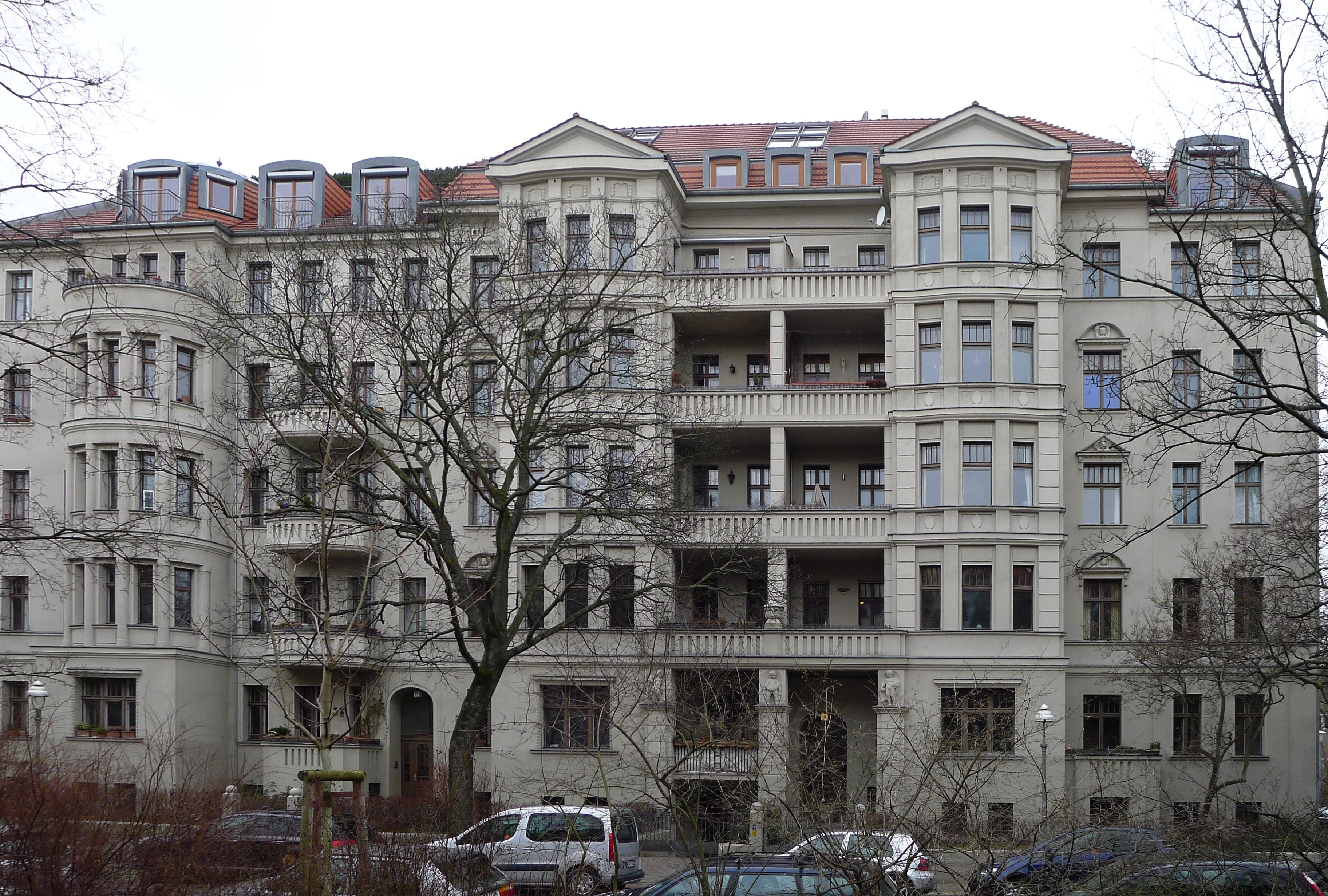
Häuser 16 und 17

Zwei fünfgeschossige Wohnhäuser mit Balkons und kleinen Vorgärten bilden einen in die Tiefe schmaler werdenden abgeschrägten Baukörper. Der zurückhaltende Fassadenschmuck besteht aus hellem Putz, einigen senkrechten Vertiefungen im Putz der Balkonbrüstungen sowie eine vertikale Erkerreihe zu je drei Fenstern. Drei Nischen mit Putten-Figuren auf den angedeuteten Säulen neben dem Hauseingang Nummer 16 sowie mittig auf dem Balkon der ersten Etage eine Sandstein-Schmuckvase zieren das Haus. Das unmittelbar angebaute gleich hohe Haus Nummer 17 ist noch sparsamer geschmückt: eine senkrechte Fensterreihe neben den Erkern enthält in den halbrunden und spitzgiebeligen Lünetten je ein menschliches Antlitz.
Beide Häuser sind zum Beginn des 21. Jahrhunderts im Dachbereich ausgebaut worden und bieten damit zusätzlichen Wohnraum mit Dachschrägen und Gauben.
Diese Wohnhäuser entstanden um 1911 nach Plänen der Architekten Franz Schinkat (Nr. 16) und Gerrit Emmingmann (Nr. 17). Haus Nummer 17 besitzt zwischen der zweiten und vierten Etage Runderker. In der fünften Etage befindet sich darüber ein halbrunder Balkon.
Das Bauensemble wurde im Jahr 2004 von der Immobiliengesellschaft GEG (German Estate Group) nach Planungen von GPlant Architekten und Ingenieure komplett saniert. Der Dachgeschossausbau war vom Büro Felix Goldmann geplant worden.